# Las Minas (Morelos)
Las Minas es una localidad del estado mexicano de Morelos. Es parte del municipio de Atlatlahucan.

## Demografía
| Censo | Población |
| ----- | --------- |
| 2000  | 55        |
| 2010  | 837       |
| 2020  | 2211      |